# 훨윈드 I

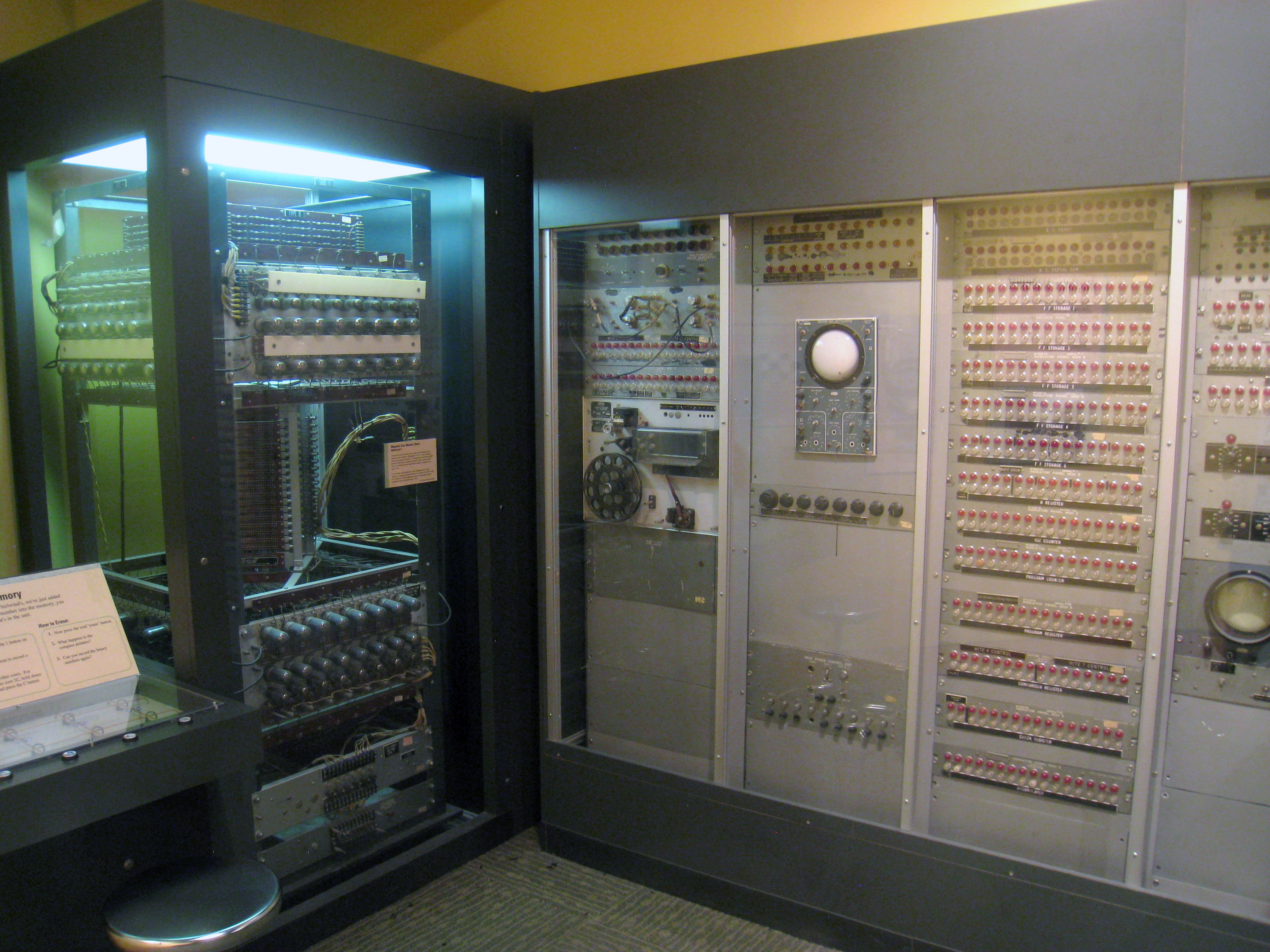
훨윈드 I

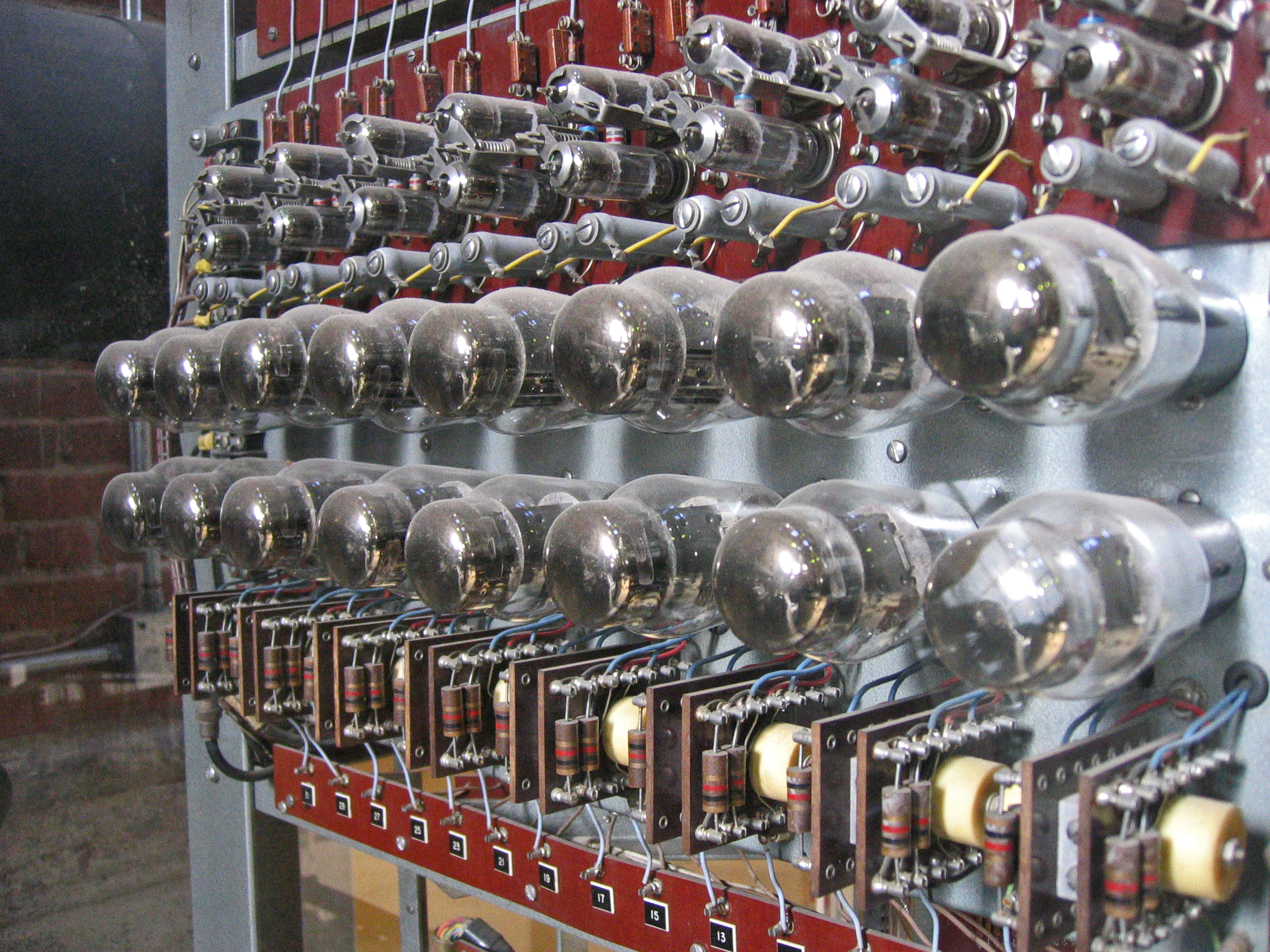
훨윈드의 코어 메모리 유닛의 회로.

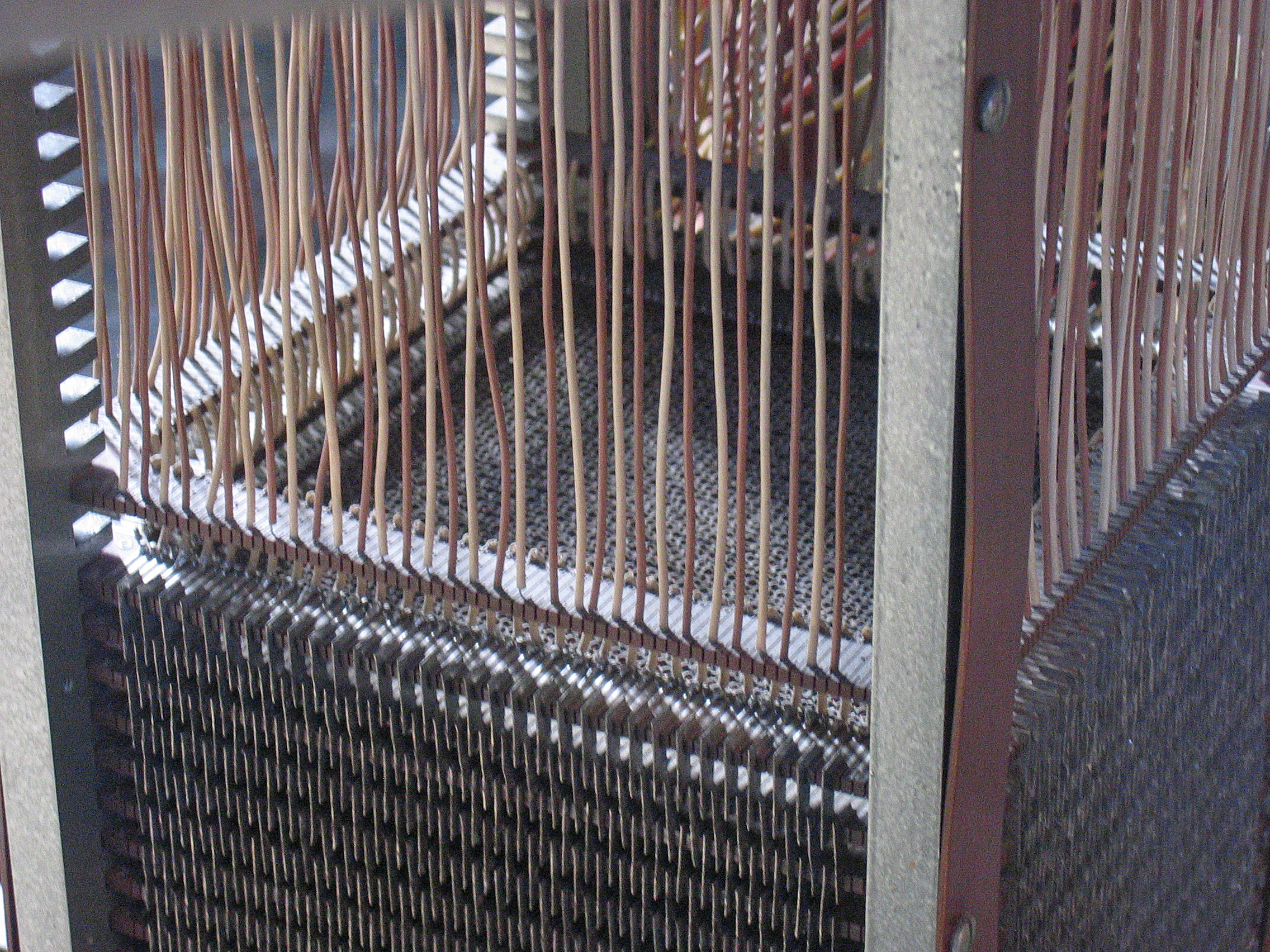
훨윈드의 코어 메모리의 코어 스택.

훨윈드 I(Whirlwind I)은 미국 해군을 위해 MIT 서보매커니즘스 연구소가 개발한 냉전 시대의 진공관 컴퓨터였다. 출력을 위해 실시간으로 동작한 최초의 디지털 전자식 컴퓨터 가운데 하나였으며 단순히 구 기계식 시스템을 전자식으로 대체한 것이 아니었던 최초의 컴퓨터였다.
(직렬이 아닌) 병렬로 연산한 최초의 컴퓨터들 가운데 하나였으며 자기 코어 메모리를 사용한 최초의 컴퓨터였다.
훨윈드 I의 개발은 미국 공군 SAGE 방공 시스템을 위한 기반으로 사용된 훨윈드 II 설계로 직접 이어졌으며, 간접적으로는 1960년대의 거의 모든 비즈니스 컴퓨터와 미니컴퓨터로 이어졌다.

## 유산
훨윈드는 대략 5,000개의 진공관을 사용했다. 켄 올슨에 의해 훨윈드 디자인을 트랜지스터 형태로 변환하려는 노력도 시작되었으며 이는 TX-0으로 알려져 있다. TX-0은 매우 성공적이었으며 TX-1이라는 훨씬 더 큰 버전을 만드는 계획도 세워졌다. 그러나 이 프로젝트는 너무 야망이 큰 나머지, TX-2라는 더 작은 버전으로 축소시켜야 했다. 이 버전에 문제가 있긴 했지만 올슨은 디지털 이큅먼트 코퍼레이션(DEC)를 시작하기 위해 중간 프로젝트에 남았다. DEC의 PDP-1은 TX-0과 TX-2 개념을 모아놓은 것이다.
SAGE 지원 이후 훨윈드 I은 프로젝트의 일원 빌 울프(Bill Wolf)에 의해 1959년 6월 30일부터 1974년까지 임대되었다.(한 해에 1달러)
켄 올슨과 로버트 에버렛은 이 머신을 구한 다음 1979년 보스턴 컴퓨터 박물관에 기증하였다. 지금은 미국 캘리포니아주 마운틴뷰)의 컴퓨터 역사 박물관의 컬렉션으로 소장되어 있다.
2009년 2월, 코어 메모리 유닛은 매사추세츠주 Waltham의 Charles River Museum of Industry & Innovation에 전시되어 있다.
훨윈드를 사용한 건물은 최근까지 MIT의 캠퍼스 IT 부서(정보 서비스 & 기술)에 위치해 있었으며 1997~1998년 원래의 외부 디자인으로 복원되었다.

## 같이 보기
- 컴퓨터의 역사